# Abraham Clark

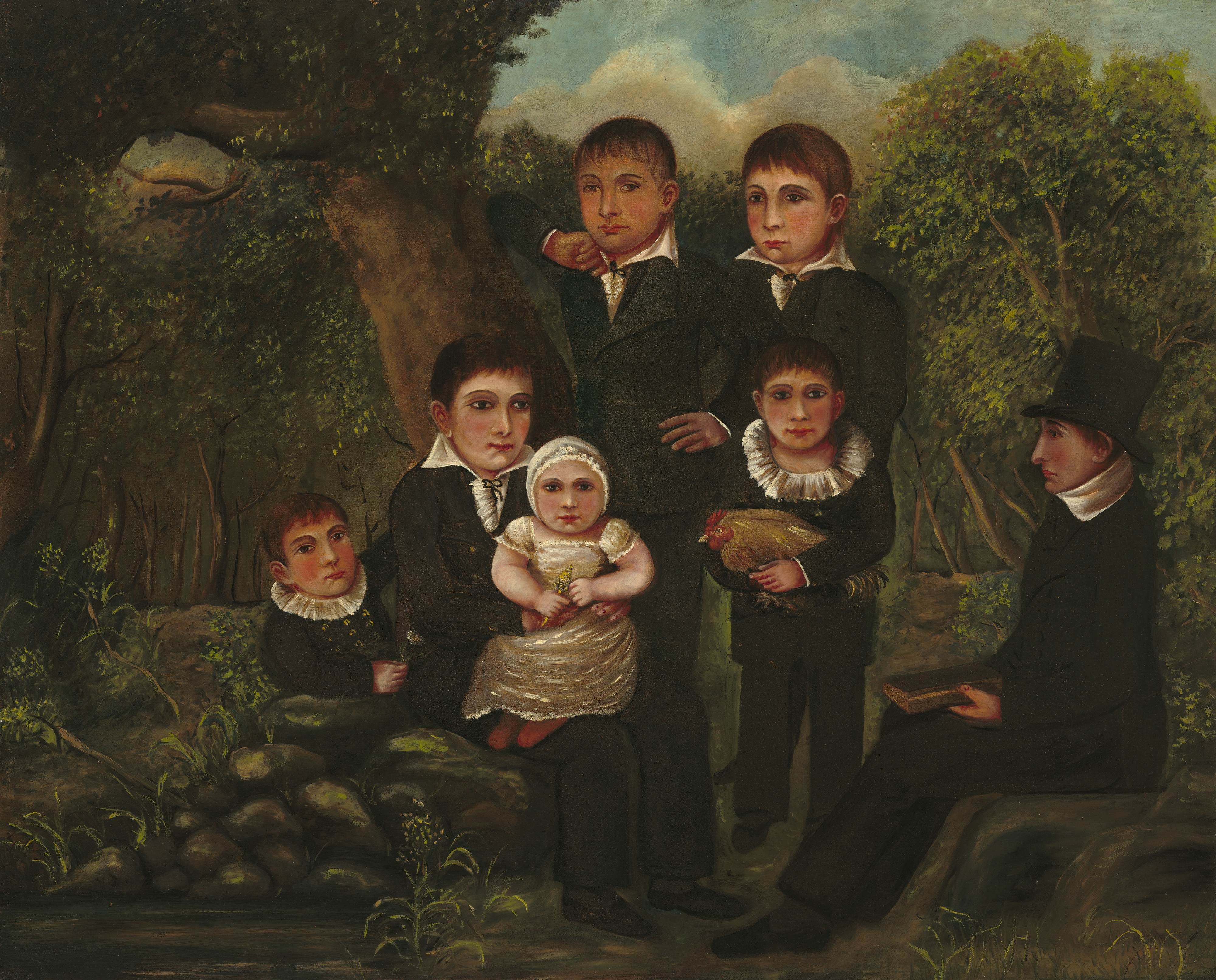
Abraham Clark se svými dětmi, 1822

Abraham Clark (15. února 1726, New Jersey – 15. září 1794, New Jersey) byl americký politik. Byl delegátem New Jersey na kontinentálním kongresu, kde podepsal Deklaraci nezávislosti Spojených států amerických. Později pracoval v Sněmovně reprezentantů Spojených států. Byl také delegátem na druhém i třetím Kongresu od 4. března 1791 až do své smrti v roce 1794.

## Životopis
Abraham se narodil v Elizabethtownu v New Jersey. Jeho otec, Thomas Clark, si uvědomil, že Abraham má přirozené nadání pro matematiku, takže pro něho najal učitele. Abraham začal pracovat jako zeměměřič a mezitím studoval právo. Stal se známým jako „advokát chudých“. Snažil se pomoci těm, kteří si nemohli dovolit právnické služby.
Oženil se se Sarah Hatfieldovou kolem roku 1749. Měli spolu deset dětí. Sarah se starala o děti a farmu, Clark vstoupil do politiky jako člen Provincial Assembly (zemského shromáždění). Později se stal šerifem v Essexu a v roce 1775 byl zvolen do Provincial Congressu. Byl členem Committee of Public Safety (Výboru pro veřejnou bezpečnost).

## Politická kariéra
Počátkem roku 1776 byla delegace New Jersey na kontinentálním kongresu proti vyhlášení nezávislosti na Velké Británii. Když se delegáty nepodařilo přesvědčit aby hlasovali pro nezávislost, rozhodla kolonie New Jersey o výměně delegátů. A protože Clark svůj souhlas s vyhlášením nezávislosti vyjadřoval velmi hlasitě, dne 21. června 1776 byli zvoleni jiní delegáti: Mimo Clarka: John Hart, Francis Hopkinson, Richard Stockton a John Witherspoon. Do Filadelfie přijeli 28. června 1776 a začátkem července hlasovali pro podepsání Deklarace nezávislosti.
Dva Clarkovi synové byli důstojníci kontinentální armády. Odmítl o nich mluvit na Kongresu, i když byli oba zajati, mučeni a zabiti. Jen jednou se za své syny postavil z pozice politika. Jeden z jeho synů byl zajatcem na vězeňské lodi „Jersey“. Vězení bylo známé svou brutalitou. Kapitán Clark byl hozen do žaláře a nedostal žádné jídlo mimo toho, co prošlo klíčovou dírkou. Kongres byl zděšen a případ byl předložen Britům. Podmínky jeho syna se zlepšily. Britové nabídli Abrahamovi Clarkovi životy jeho synů, pokud zruší svůj podpis a podporu Deklarace nezávislosti; on odmítl.

## Po revoluci
Clark byl jedním z tří zástupců New Jersey na přerušeném setkání v Annapolis v Marylandu, v roce 1786, spolu s Williamem C. Houstonem a Jamesem Schuremanem. V dopise Noemu Websterovi z 12. října 1804 James Madison připomněl, že Clark byl jedním z delegátů v Annapolisu, formálně navrhoval ústavní články federální vlády, protože instrukce z New Jersey mu umožňovaly posuzování nekomerčních záležitostí.
Clark, na rozdíl od mnoha jeho současníků, byl zastáncem demokracie a práv obyčejného člověka a podporoval zejména společenské role farmářů a dělníků. Clark viděl tato povolání jako základ společnosti, prohlašoval, že společenská elita jako jsou právníci, ministři, lékaři a obchodníci, mohou být aristokratickou hrozbou pro budoucnost republikánské vlády. Na rozdíl od mnoha otců zakladatelů, kteří pro sebe vyžadovali úctu jako k voleným funkcionářům, Clark povzbuzoval voliče, aby se neváhali obrátit na své zástupce kdykoli to považují za nutné. V květnu 1786 Clark na základě tisíců petic v předchozích měsících pomáhal prosadil pro dlužníky papírové peníze. Aby Clark získal podporu pro zřízení zvláštního účtu na papírové peníze a prosadila se jeho populistická vize pro budoucnost New Jersey, zveřejnil svůj návrh pod pseudonymem „The Fellow Citizen“. Čtyřicetistránková brožura s názvem Pravá politika New Jersey definovala nástroje, jež by vedli ke zlepšení zemědělství a výroby změnou způsobu zdanění a emisemi peněz z půjčky, v oddílech IX v únoru 1786.
Clark odešel z politiky před Constitutional Convention (ústavním shromážděním státu) v roce 1794. Zemřel doma na úpal.
Černošská čtvrť v Union County je pojmenována po něm, stejně tak jako střední škola Abraham Clark High v Roselle.
Abraham Clark je pohřben na hřbitově Rahway Cemetery v New Jersey.

## Poznámka
1. ↑  Annapolis Convention bylo setkání delegátů, které mělo vést k dohodě o odstranění některých problémů federální vlády. Setkání se konalo 11.–14. září v městě Annapolis v Marylandu. Zúčastnilo se 12 delegátů z pěti států - New Jersey, New York, Pensylvánie, Delaware a Virginie. Delegáti za New Hampshire, Massachusetts, Rhode Island a Severní Karolínu se nedostavili včas. Connecticut, Maryland, Jižní Karolína a Georgie se odmítli jednání zúčastnit. Nicméně výsledkem jednání bylo uskutečnění Philadelphia Convention of 1787, kde byla sepsána ústava Spojených států.V tomto článku byl použit překlad textu z článku Annapolis Convention (1786)n na anglické Wikipedii.